# The First (album Shinee)
THE FIRST – pierwszy japoński album studyjny południowokoreańskiej grupy SHINee, wydany 7 grudnia 2011 roku. W skład albumu wchodzą trzy wcześniej wydane single: Replay, Juliette i Lucifer, wszystkie znalazły się w pierwszej trójce listy Oricon. Album osiągnął 4 pozycję w rankingu Oricon i pozostał na liście przez 28 tygodni, sprzedał się w nakładzie 122 585. Album zdobył status złotej płyty.

## Lista utworów
| CD  |                                                                                        |                                                             |                                                                                     |      |
| Nr  | Tytuł                                                                                  | Słowa                                                       | Muzyka                                                                              | Czas |
| 1.  | "LUCIFER" (jap. wersja)                                                                | STY                                                         | Ryan Jhun, Yoo Young-jin, Adam Kapit, Bebe Rexha                                    | 3:54 |
| 2.  | "Amigo" (jap. wersja)                                                                  | Shoko Fyhubayashi                                           | Jimmy Andrew Richard, Michael Edward Snyder, Gabriel Steve Lopez, Sean Alexander    | 2:58 |
| 3.  | "JULIETTE" (jap. wersja)                                                               | Jonghyun Słowa japońskie: Natsumi Kobayashi                 | Mikkel Remme Sigvardt, Jay Sean, Mich Hansen, Joseph Belmatti                       | 3:26 |
| 4.  | "BETTER"                                                                               | Sara Sakurai                                                | Steven Lee, Sean Alexander, Drew R. Scott                                           | 3:11 |
| 5.  | "To Your Heart"                                                                        | Kanata Okajima                                              | Erik Lidbom, Jon Hallgren                                                           | 3:21 |
| 6.  | "Always Love"                                                                          | Natsumi Kobayashi                                           | Denzil "DR" Remedios, Ryan Jhun, Kibwe "12keyz" Luke                                | 3:44 |
| 7.  | "Replay -Kimi wa boku no everything-" (jap. Replay -君は僕のeverything-) (jap. wersja) | HIRO                                                        | Jason Pennock, Tchaka Diallo, James Burney II, Ravaughn Nichelle Brown, Jach Kugell | 3:35 |
| 8.  | "START"                                                                                | Sara Sakurai                                                | Josef Salimi, Drew R. Scott, Sammy Naja                                             | 3:56 |
| 9.  | "Love Like Oxygen" (jap. wersja)                                                       | Natsumi Kobayashi                                           | Sigvart Mikkel Remee, Secon Lucas, Troelsen Thomas                                  | 3:03 |
| 10. | "Hello" (jap. wersja)                                                                  | Natsumi Kobayashi                                           | Tim Mcewan, Jess Cates, Lars Jensen                                                 | 3:04 |
| 11. | "The SHINee World" (jap. wersja)                                                       | Kanata Nakamura                                             | Yoo Young-jin                                                                       | 3:56 |
| 12. | "Seesaw"                                                                               | Kanata Okajima                                              | Schaffer Smith, Chris James                                                         | 2:41 |
| 13. | "Stranger" (bonus track)                                                               | Natsumi Kobayashi                                           | Kenzie                                                                              | 3:13 |
| DVD |                                                                                        |                                                             |                                                                                     |      |
| Nr  | Tytuł                                                                                  | Tytuł                                                       | Tytuł                                                                               | Czas |
| 1.  | "Japan Debut Premium Reception Digest Movie in Japan"                                  | "Japan Debut Premium Reception Digest Movie in Japan"       | "Japan Debut Premium Reception Digest Movie in Japan"                               |      |
| 2.  | "Japan Debut Premium Reception Digest Movie in London"                                 | "Japan Debut Premium Reception Digest Movie in London"      | "Japan Debut Premium Reception Digest Movie in London"                              |      |
| 3.  | "Jacket Shooting Sketch" (Limited edition Special Box only)                            | "Jacket Shooting Sketch" (Limited edition Special Box only) | "Jacket Shooting Sketch" (Limited edition Special Box only)                         |      |

## Notowania
| Lista                       | Pozycja |
| --------------------------- | ------- |
| Oricon Daily Albums Chart   | 3       |
| Oricon Weekly Albums Chart  | 4       |
| Oricon Monthly Albums Chart | 11      |
| Oricon Yearly Albums Chart  | 92      |